# Пітер Коллінсон
Пітер Коллінсон (англ. Peter Collinson, 28 січня 1694 — 11 серпня 1768) — британський (англійський) ботанік, натураліст та квакер.

## Біографія
Пітер Коллінсон народився в Англії у Лондоні 28 січня 1694 року.
Він був натуралістом у Лондоні. Пітер Коллінсон був також торговцем шовком та оксамитом .
Він листувався з багатьма вченими, зокрема з видатним шведським вченим Карлом Ліннеєм з 24 травня 1739 року по 16 листопада 1762 року. Він зробив наукові роботи Карла Ліннея широко відомими.
Пітер Коллінсон був членом Лондонського королівського товариства. Його обрано іноземним членом Шведської королівської академії наук в 1747 році.
Пітер Коллінсон помер в Англії в місті Брентвуд 11 серпня 1768 року.

## Наукова діяльність
Пітер Коллінсон спеціалізувався на насіннєвих рослинах.